# Cheng Shin Rubber
Cheng Shin Rubber (正新橡膠工業股份有限公司S), nota anche come Cheng Shin Tire (正新輪胎S) o CST è un'azienda taiwanese, uno dei maggiori produttori di pneumatici al mondo, in particolare per quanto riguarda quelli per biciclette. L'azienda produce anche pneumatici per motocicli, fuoristrada, automobili, camion, carrelli elevatori, attrezzature agricole e da giardino. 
Detiene anche il marchio Maxxis. 
Cheng Shin Rubber è stata fondata nel 1967 a Yuanlin, inizialmente con la produzione di pneumatici per biciclette. Nel corso degli anni l'azienda ha ampliato la sua offerta di pneumatici.
Al 2025 è il ventiduesimo produttore mondiale di pneumatici per fatturato.